# Самит (Аризона)
Самит (енгл. Summit) насељено је место без административног статуса у америчкој савезној држави Аризона.

## Демографија
По попису из 2010. године број становника је 5.372, што је 1.67 (45,1%) становника више него 2000. године.
| Група             | 2000.         | 2010.         |
| Белци             | 1.236 (33,4%) | 898 (16,7%)   |
| Афроамериканци    | 19 (0,5%)     | 32 (0,6%)     |
| Азијати           | 5 (0,1%)      | 24 (0,4%)     |
| Хиспаноамериканци | 2.349 (63,5%) | 4.313 (80,3%) |
| Укупно            | 3.702         | 5.372         |